# Medaillenspiegel der Olympischen Winterspiele 1952
Diese Tabelle zeigt den Medaillenspiegel der Olympischen Winterspiele 1952 in Oslo. Die Platzierungen sind nach der Anzahl der gewonnenen Goldmedaillen sortiert, gefolgt von der Anzahl der Silber- und Bronzemedaillen. Weisen zwei oder mehr Länder eine identische Medaillenbilanz auf, werden sie alphabetisch geordnet auf dem gleichen Rang geführt. Dies entspricht dem System, das vom IOC verwendet wird.
Beim Eisschnelllauf über 500 m wurden zwei Bronzemedaillen vergeben.

## Medaillenspiegel
| Platz | Mannschaft               | Gold | Silber | Bronze | Gesamt |
| ----- | ------------------------ | ---- | ------ | ------ | ------ |
| 01    | Norwegen (NOR)           | 7    | 3      | 6      | 16     |
| 02    | Vereinigte Staaten (USA) | 4    | 6      | 1      | 11     |
| 03    | Finnland (FIN)           | 3    | 4      | 2      | 9      |
| 04    | Deutschland (GER)        | 3    | 2      | 2      | 7      |
| 05    | Österreich (AUT)         | 2    | 4      | 2      | 8      |
| 06    | Kanada (CAN)             | 1    | —      | 1      | 2      |
| 0     | Italien (ITA)            | 1    | —      | 1      | 2      |
| 08    | Großbritannien (GBR)     | 1    | —      | —      | 1      |
| 09    | Niederlande (NED)        | —    | 3      | —      | 3      |
| 10    | Schweden (SWE)           | —    | —      | 4      | 4      |
| 11    | Schweiz (SUI)            | —    | —      | 2      | 2      |
| 12    | Ungarn (HUN)             | —    | —      | 1      | 1      |
| 0     | Frankreich (FRA)         | —    | —      | 1      | 1      |
|       | Gesamt                   | 22   | 22     | 23     | 67     |

## Medaillenspiegel Demonstrationswettbewerbe*
| Platz | Mannschaft     | Gold | Silber | Bronze | Gesamt |
| ----- | -------------- | ---- | ------ | ------ | ------ |
| 01    | Schweden (SWE) | 1    | —      | —      | 1      |
| 02    | Norwegen (NOR) | —    | 1      | —      | 1      |
| 03    | Finnland (FIN) | —    | —      | 1      | 1      |
|       | Gesamt         | 1    | 1      | 1      | 3      |

* Der einzige Demonstrationswettbewerb war Bandy, es nahmen nur drei Mannschaften teil.

## Anmerkung
1. ↑  Das deutsche Team bestand ausschließlich aus Sportlern aus der Bundesrepublik, da die DDR die Teilnahme an einer gemeinsamen Mannschaft verweigert hatte.